# Selección juvenil de rugby de Emiratos Árabes Unidos
La selección juvenil de rugby de Emiratos Árabes Unidos es el equipo nacional de rugby regulado por la United Arab Emirates Rugby Federation (UAERF).

## Reseña
Las selecciones emiratíes de rugby son relativamente nuevas, ya que su federación se fundó recién en el 2009 y esta es miembro de Asia Rugby desde 2012.
Particularmente el seleccionado juvenil debutó en campeonatos asiáticos en el 2014 cuando se llevó a cabo en la India el torneo de 3ª división de selecciones de hasta 19 años (categoría M19). En el 2016 y 2017 se disputaron en Filipinas los de 2ª división logrando el título en la segunda oportunidad.
Nunca compitió en el Asia Rugby U19 que es la primera división continental y el clasificatorio al Trofeo Mundial (Mundial Juvenil B).

## Palmarés
- Asia Rugby U19 Division 1 (1): 2018

## Participación en copas

### Trofeo MundialM20
- no ha clasificado

### Asia Rugby U19 Division 2
- Asia Rugby U19 2 2014: ?[3]
- Asia Rugby U19 2 2019: 2º puesto (último)[4]

### Asia Rugby U19 Division 1
- Asia Rugby U19 1 2016: 2º puesto[5][6]
- Asia Rugby U19 1 2017: Campeón invicto[7]
- Asia Rugby U19 1 2018: no participó[8]